# ペンギンズ・メモリー 幸福物語
『ペンギンズ・メモリー 幸福物語』（ペンギンズメモリーしあわせものがたり）は、1985年に公開された日本のアニメーション映画。1983年に放送されたサントリーCANビールのテレビCMにてイメージキャラクターとして登場したペンギン（パピプペンギンズ）が人気を博し、制作されたアメリカン・ニューシネマ風の劇場用アニメーション作品。

## 概要
- 元となったサントリーのテレビCMはペンギンのキャラクターが登場するアニメーションとなっており、静かなバーでスローテンポのジャズを唄う女性シンガーの姿を見て、1人でビールを飲んでいた客の男性が感極まって涙を流す。そして所ジョージの「泣かせる味じゃん」というナレーションで終わるというものであった。当初はこのペンギンが歌っていた曲の詳細が明かされず、歌手と楽曲名のクレジットも表示されていなかったため、誰が歌っている何という曲なのかという謎が広り、大きな話題となった。程なくして、それが当時のトップアイドルであった松田聖子が歌う『SWEET MEMORIES』（『ガラスの林檎』のB面）という曲である事が知られ、そのシングルレコードのヒットと共にこのペンギンのキャラクターにも注目が集り、CMはその後もシリーズ化された。この状況を見たサントリーがペンギンを使った長編アニメーションの制作を決定し[2]、CMでアニメを担当していたCMランドのスタッフに依頼をかけた。

- 原作者の長沢岳夫によると、缶ビールのコピーライターである渡辺裕一の「若い頃に放浪の旅をした」、「図書館員になりたかった」という発言が、物語を作る上でのインスピレーションになったという[2]。

- 元のCMシリーズの展開と本映画の結末は異なる。CM版は夢を叶えるために女性は街を去り、それを見送った男性は彼女との思い出に浸りながらビールを飲んで生きていく結末。

- 監督の木村俊士はそれまでテレビCMの分野で活動しており、ペンギン達を起用した缶ビールの一連のシリーズを始め、キユーピーマヨネーズやバドワイザーなどのCMを手がけていたが、長編アニメーションの監督は今回が初。

- かつてVHSビデオ及びレーザーディスクが発売されていたが、現在は廃盤になっており、DVD化もされていない。

## あらすじ
過酷なデルタ戦争に従軍し、眼の前で戦友を失い自らも傷痍軍人となって故郷に一羽帰還したペンギンのマイク。今でも戦場での過酷な日々により生じた戦闘ストレス反応に思い悩まされ、故郷では英雄と称されるもマイクはその歓迎を受け入れられなかった。
故郷を後にし放浪の旅に出たマイクはやがて遠く離れた街で図書館員となる。その街で子供たちに歌を教えていた歌手志望のジルと出会い、互いに惹かれあう。ジルは順調に歌手の道を進み本格的に都会でデビューすることが決定する。ジルはマイクを連れて一緒に暮らしたいと告げる。
しかしマイクは、一緒になることで彼女の夢を壊すことと、静かな街で暮らしたいという理由から、一人街を出ようとするが…。

## 登場キャラクター
マイク・デイビス
本作の主人公。詩を読むのが趣味で、特にランドール・ジェームスの詩を好み、詩集を持ち歩いている。デルタ戦争に陸軍の一員として従軍し、激戦地のイーストリバーで戦っていたが、戦友2羽を失い自身も機銃で腕を撃たれて負傷しながらも傷痍軍人として故郷に生還。戦場での過酷な体験で心を病み、家族や故郷の人々からは英雄と歓迎されるもその傷は癒えず、静かな生活を求めて放浪の旅に出る。流れ着いたレイクシティの図書館員となってアパートで新しい生活を始め、ジルと出会い、彼女とデートを重ねていくにつれて心を通わせるようになる。セントラルシティで一緒に暮らしたいというジルの誘いに対して、当初は過去のトラウマもあって静かに暮らしたいという思いから拒み、彼女の歌手になる夢を優先してレイクシティを去ろうとするが、歌手を諦めてでもついて行こうとするジルに説得されて思い留まる。直後、ボブとチンピラ2人組の襲撃の際、チコを傷つけられたことによる憎しみと戦争の記憶のフラッシュバックにより暴走状態となって抵抗し、ジルが止めに入って我に返るまでボブを殴り続けた。その後、暴行及び傷害の罪で起訴され、有罪判決を受けるが、情状酌量により執行猶予3年が認められて釈放される。獄中でジルに別れの手紙を書いて贈った後再びレイクシティから離れるが、サンセットビーチとマウントジェフリーの分岐点でジルと再会し、共に旅立つ。
ジル
本作のヒロイン。レイクシティの住人で、病院の院長の娘。歌を歌うことが趣味で子供たちに歌を教えており、プロの歌手になることを夢見ているが、父ドクター・モウにジャックとの結婚を勧められ、自分の夢を打ち明けられずにいた。図書館で詩集を借りに行った際にマイクと出会い、町の案内を兼ねてデートを重ねるうちに惹かれるようになる。マダム・オハラの紹介の元、ボブのスカウトで歌手のオーディションを受けて念願の歌手デビューを果たし、行方不明の母親を探しに行くと同時にマイクに一緒にセントラルシティで暮らすことを懇願するも、一度は断られて落胆。しかし、マダム・オハラに自身の母親だと告げられてからはマイクとの愛を忘れられない思いから、歌手を断念しても歌を歌い続け、彼に一生ついて行く事を夢にする。
ジャック
ドクター・モウの経営する病院に勤務する腕利きの外科医。デルタ戦争では軍医としてイーストリバーの南側に負傷兵たちの看病を務めていた。秋の季節が嫌いで「落ち葉の季節は詩人にはいいけど、医者には似合わない」と述べている。ジルの婚約者で、父親からも認められているが、正式に決まったわけではなく、また病院の看護師と秘密裏の愛人関係にある。ジルと通わせ合うマイクを疎ましく思いつつも、愛から逃げてはいけないことを諭し、彼女の幸せを託して自身は身を引く決意をする。
ドクター・モウ
ジルの父親でレイクシティのとある大病院の院長。自身の病院に勤めているジャックを目にかけており、彼をジルと結婚させることを考えている。若い頃は自身の生まれ育った町に病院を建てる事を自分の夢としており、故に妻だったマダム・オハラのセントラルシティへ一緒に行ってほしいという誘いを断って別れたが、その後もカフェで顔を合わせる等、仲は安定している。マイクを良い青年と評しつつも、ジルが彼と離れ離れになって将来幸せになる可能性については「色々なケースがある」と述べている。
マダム・オハラ
レストラン「オハラ」のオーナー。ジルとは顔見知りでよく彼女と会話をする。マイクと初めて会った際、彼のジルを見つめる目を過去に自分に向けられた目を懐かしみ、またマイクを見つめるジルの目を自分と同じ目をしていたことを重ね合わせている。実はセントラルシティへ行ったジルの母親でドクター・モウの妻である。かつては歌手を志望しており、レコード化の依頼が来た際には一緒にセントラルシティへ行ってくれと頼んだが、1羽で行けと言われて別れざるを得なかった。夫には自身が母親だという素性はジルに言わない約束をしていたが、マイクとの愛と歌手への夢の板挟みに悩むジルに自身の二の舞になる事を恐れて告白し、ジルにマイクを離さないようにと母として初めてお願いする。
ボブ・アダムス
PVCレコードのプロデューサー。新人の歌手をスカウトして周っていたところ、ジルに目を留め彼女をプロの歌手に育てようとする。陽気に振る舞っているが金銭欲が強く、ジルの人気を利用して莫大な富を得ることを考えており、彼女が歌手を諦めるという話を聞いた際にはマイクに別れるように説得したり、チンピラ2羽を雇って拉致してでも引き留めようとした。しかし、マイクの抵抗に遭って気を失い、その後の消息は不明。
チンピラ
ボブが雇った2羽組のチンピラ。細目で前歯が一つ欠けて拳銃を携帯している小柄のオスとサングラスをかけた力自慢の大柄のオスがいる。前者はチコを手で圧死させるがマイクに銃を向けて撃つ間もなく椅子で殴り倒され、後者はマイクとジルを拘束するもマイクの抵抗で逃げられた上、背負い投げをくらって窓を突き破り転落した。
チコ
マイクが飼っている小鳥。ある雨の日に地面に倒れ込んで弱っているところをマイクに拾われ、彼の看病とエサやりで回復したが、マイクが自然に返してもすぐに戻ってくるため、そのまま留まるようになる。ボブに雇われたチンピラに両手で圧死され、マイクがレイクシティを去る際に墓を作って別れを告げた。
アル、トム
デルタ戦争従軍時のマイクの戦友。トムは眼鏡の小銃兵、アルは重機関銃兵。イーストリバーでの夜間戦闘中トムが至近での爆発により負傷し、混乱の中味方の部隊とはぐれてしまう。日中に味方と合流するべく移動している中で非武装・無抵抗の避難民を一方的に虐殺するがごとく撃つ味方ヘリ部隊に憤慨したマイクが我慢できず、止めようと飛び出したところを敵地上部隊の一斉射撃に遭い負傷。助けようとマイクに駆け寄ったトムも撃たれて命を落とす。援護に入って重機関銃を乱射するアルの姿を見て救助に降下した友軍ヘリのスキッドに2羽は捕まるも敵の対空攻撃が近くのヘリに着弾し、その爆風と衝撃で手を離してしまったアルがジャングルへ落ちていく様子をマイクはただ眺めることしかできず、この一連の出来事が彼の心に影を落とす原因となった。

## スタッフ
- 原作：長沢岳夫
- 監督：木村俊士
- アニメーション監督：永丘昭典
- 脚本：河野洋、川崎良、久野麗
- 監修/オリジナル・キャラクターデザイン：ひこねのりお
- キャラクターデザイン・作画監督：鈴木欽一郎、兼森義則
- デザイン協力：戸田正寿
- アニメーションプロデューサー：香西隆男
- 制作コーディネーター：間宮武美
- 絵コンテ：永丘昭典、福富博、今沢哲男、森脇真琴、ひこねのりお
- 美術監督：高野正道
- 音響監督：明田川進
- 撮影監督:八巻磐
- 効果：倉橋静男、柴崎憲治、木下克己
- 音響制作：マジックカプセル、三間雅文
  - 制作協力：青二プロダクション、東洋音響
- 編集：尾形治敏
- 音楽監督：松任谷正隆
- 音楽プロデューサー：若松宗雄（CBS・ソニー）
- 音楽制作：サンミュージック
- ハーモニカ演奏：リー・オスカー
- 主題歌/挿入歌：

松田聖子『ボーイの季節』/『Musical Life』/『SWEET MEMORIES』
沢田富美子『青空 On My Mind』
- ブラスバンド：堀越高等学校吹奏楽部
- 現像：東洋現像所
- 録音スタジオ：アオイスタジオ
- プロデューサー：菅谷覚
- アソシエイトプロデューサー：高橋渉
- アニメーション制作：アニメーションスタッフルーム
- 著作権表記：(C)1985,CMランド

## キャスト
- マイク・デイビス：佐藤浩市
- ジル：鶴ひろみ（歌唱部分：松田聖子）
- マダム・オハラ：藤田弓子
- ジャック：奥田瑛二
- ボブ・アダムス：ケーシー高峰
- ドクター・モウ：鈴木瑞穂
- 図書館長：久米明
- アル：阿藤海（後の阿藤快）
- トム：林家こぶ平（現・林家正蔵）
- カジノの男：たこ八郎※特別出演
- ナンシー：沢田富美子
- スーザン：増山江威子
- ヘレン：中西妙子
- マネージャー：青野武
- 裁判官：宮内幸平
- 看守：矢田耕司
- 子供A：山本百合子
- 母親：川浪葉子
- ペギー：荘真由美
- ジミー：佐藤智恵
- ピアノ弾き：所ジョージ（友情出演）

## 関連作品
- ペンギンズ・メモリー 幸福物語 (サウンドトラック)
- Cat Shit One - 登場キャラクターは全て人間以外の動物で表現されているミリタリー漫画。これについて作者の小林源文は「人間のベトナム戦争が嫌になったので、当時ＣＭで流れた松田聖子のペンギンズメモリーのアニメがヒントで、米軍はウサギ、インドシナは猫で始めた」と自身のX（旧twitter）で述べている[3]。